# Skinnknotterlav
Skinnknotterlav (Trapeliopsis gelatinosa) är en lavart som först beskrevs av Flörke, och fick sitt nu gällande namn av Coppins & P. James. Skinnknotterlav ingår i släktet Trapeliopsis och familjen Trapeliaceae.  Arten är reproducerande i Sverige. Inga underarter finns listade i Catalogue of Life.